# Theridion gigantipes
Theridion gigantipes là một loài nhện trong họ Theridiidae.
Loài này thuộc chi Theridion. Theridion gigantipes được Eugen von Keyserling miêu tả năm 1890.